# Tanyzancla amydrographa
Tanyzancla amydrographa är en fjärilsart som beskrevs av Diakonoff 1967. Tanyzancla amydrographa ingår i släktet Tanyzancla och familjen praktmalar, Oecophoridae. Inga underarter finns listade i Catalogue of Life.